# Pirmin Zurbriggen
Pirmin Zurbriggen (ur. 4 lutego 1963 w Saas-Almagell) – szwajcarski narciarz alpejski, dwukrotny medalista olimpijski, multimedalista mistrzostw świata, czterokrotny zdobywca Pucharu Świata oraz wielokrotny zdobywca Małej Kryształowej Kuli za zwycięstwa w klasyfikacjach zjazdu, giganta, supergiganta i kombinacji. Jeden z niewielu alpejczyków, którzy wygrywali zawody w pięciu różnych konkurencjach: zjeździe, slalomie, slalomie gigancie, supergigancie oraz kombinacji.

## Kariera
Pierwszy sukces na arenie międzynarodowej Pirmin Zurbriggen osiągnął w 1980 roku, kiedy podczas mistrzostw Europy juniorów w Madonna di Campiglio zdobył złoty medal w biegu zjazdowym. W zawodach Pucharu Świata zadebiutował 7 grudnia 1980 roku w Val d’Isère, gdzie zajął 36. miejsce w zjeździe. Pierwsze pucharowe punkty zdobył 4 stycznia 1981 roku w Ebnat-Kappel, zajmując piąte miejsce w kombinacji. W sezonie 1980/1981 punktował jeszcze kilkukrotnie, ale wyniku z Ebnat-Kappel nie poprawił. W klasyfikacji generalnej zajął 31. miejsce. Na podium zawodów tego cyklu po raz pierwszy stanął 24 stycznia 1982 roku w Wengen, gdzie zwyciężył w kombinacji. W kolejnych startach jeszcze dwukrotnie plasował się w czołowej trójce: 17 marca w Bad Kleinkirchheim był trzeci w gigancie, a 24 marca 1982 roku w San Sicario  w tej samej konkurencji był najlepszy. W klasyfikacji generalnej dało mu to jedenaste miejsce, a w klasyfikacji giganta był szósty. Nie wystąpił jednak na rozgrywanych w lutym tego roku mistrzostwach świata w Schladming. Od tej pory w każdym kolejnym sezonie PŚ co najmniej dwukrotnie zwyciężał.
Rywalizację w sezonie 1982/1983 rozpoczął od zajęcia trzeciego miejsca w supergigancie 12 grudnia 1982 roku w Val d’Isère. Następnie jeszcze pięć razy stawał na podium, przy czym 22 grudnia w Madonna di Campiglio był najlepszy w kombinacji, a 11 stycznia 1983 roku w Adelboden zwyciężył w gigancie. W klasyfikacji generalnej był tym razem szósty, a w klasyfikacji kombinacji zajął trzecie miejsce. Wyprzedzili go jedynie Phil Mahre z USA oraz kolejny reprezentant Szwajcarii – Peter Lüscher. W kolejnym sezonie dwukrotnie częściej stawał na podium, przy czym w pierwszej trójce plasował się w czterech różnych konkurencjach: zjeździe, gigancie, supergigancie i kombinacji. Odniósł cztery zwycięstwa: 19 grudnia w Madonna di Campiglio był najlepszy w supergigancie, 29 stycznia w Garmisch-Partenkirchen wygrał kombinację, 5 marca w Aspen był najlepszy w gigancie, a 20 marca 1984 roku w norweskim Oppdal ponownie wygrał supergiganta. Wyniki te dały mu pierwsza w karierze Kryształową Kulę za zwycięstwo w klasyfikacji generalnej oraz Małą Kryształową Kulę za zwycięstwo w klasyfikacji giganta, ex aequo z Ingemarem Stenmarkiem ze Szwecji. W sezonie 1983/1984 był też drugi w klasyfikacji zjazdu, w której lepszy był tylko Andreas Wenzel z Liechtensteinu. W lutym 1984 roku brał udział w igrzyskach olimpijskich w Sarajewie. Był jednym z faworytów w gigancie, jednak podobnie jak pięć dni później w slalomie Szwajcar wypadł z trasy już w pierwszym przejeździe. Na tych samych igrzyskach wystąpił także w biegu zjazdowym, zajmując czwarte miejsce. Walkę o medal przegrał z Austriakiem Antonem Steinerem o 0,10 sekundy.
W sezonach 1984/1985 i 1985/1986 zajmował drugie miejsce w klasyfikacji generalnej, w obu przypadkach ulegając tylko reprezentującemu Luksemburg Markowi Girardellemu. W przeciągu tych dwóch sezonów Szwajcar 17 razy stawał na podium, odnosząc łącznie dziesięć zwycięstw: 7 grudnia w Puy-Saint-Vincent (supergigant), 10 grudnia 1984 roku w Sestriere (slalom), 11 i 12 stycznia w Kitzbühel (dwa zjazdy i kombinacja), 1, 3 i 5 lutego w Bormio (dwa zjazdy i kombinacja) i 17 marca 1985 roku w Panoramie, gdzie wygrał supergiganta oraz 19 stycznia w Kitzbühel (kombinacja), 23 lutego w Åre (slalom i kombinacja), a także 28 lutego 1986 roku w Hemsedal (supergigant). Dzięki tym wynikom w 1985 roku był drugi za Girardellim w klasyfikacji giganta, a rok później zwyciężył w klasyfikacji kombinacji, a w klasyfikacji supergiganta był drugi, przegrywając tylko z Markusem Wasmeierem z RFN. Na przełomie stycznia i lutego 1985 roku brał udział w mistrzostwach świata w Bormio, skąd przywiózł trzy medale. Zwyciężył tam w zjeździe i kombinacji, a w gigancie był drugi, rozdzielając na podium Wasmeiera i Girardellego.
Podczas mistrzostw świata w Crans-Montana w 1987 roku Szwajcar zdobywał medale w czterech z pięciu rozegranych konkurencji. W gigancie i supergigancie zwyciężył, a zjeździe był drugi za swym rodakiem Peterem Müllerem. Walkę o zwycięstwo w kombinacji stoczył z Markiem Girardellim. Zjazd do kombinacji wygrał Luksemburczyk, Szwajcar był trzeci, w slalomie natomiast zajęli odpowiednio siódme i dziewiątce miejsce. Ostatecznie o 2,27 pkt lepszy okazał się Girardelli, a trzecie miejsce z wyraźną stratą zajął Austriak Günther Mader. Startował także w slalomie, ale wypadł z trasy i nie ukończył rywalizacji. Na rozgrywanych rok później igrzyskach olimpijskich w Calgary także wystąpił we wszystkich konkurencjach. Starty rozpoczął od zwycięstwa w zjeździe, w którym wyprzedził bezpośrednio Petera Müllera i Francuza Francka Piccarda. Następnie wystąpił w kombinacji, wygrywając zjazd. Medalu jednak nie zdobył, bowiem podczas drugiego przejazdu w slalomie zahaczył czubkiem narty o jedną z bramek, przewrócił się i wypadł z trasy. Zurbriggen był jednym z faworytów do zdobycia medalu w supergigancie, jednak zmagania ukończył na piątej pozycji, najlepszej wśród Szwajcarów. Następnie wystąpił w gigancie, stając na najniższym stopniu podium. W zawodach tych wyprzedzili go jedynie Włoch Alberto Tomba oraz Austriak Hubert Strolz. W przerwie między przejazdami Zurbriggen i jego kolega z reprezentacji, Martin Hangl byli świadkami wypadku, który miał miejsce na trasie. Będący członkiem kadry Austrii 47-letni lekarz Jörg Oberhammer jadąc na nartach zderzył się z Brianem Nockiem,  operatorem pracującym dla kanadyjskiej telewizji. W wyniku zderzenia Austriak wpadł pod przejeżdżający ratrak i zginął na miejscu. Obaj Szwajcarzy byli w szoku; Zurbriggen kontynuował rywalizację, podczas gdy Hangl wycofał się z zawodów. Na tych samych igrzyskach wystąpił także w slalomie, który ukończył na siódmej pozycji.
W sezonach 1986/1987 i 1987/1988 Szwajcar dominowa w zawodach Pucharu Świata. Łącznie 25 razy stawał na podium, przy czym aż trzynastokrotnie zwyciężał. W sezonie 1987 wygrywał: zjazdy 16 sierpnia w Las Leñas, 5 grudnia w Val d’Isère, 10 stycznia w Garmisch-Partenkirchen, 25 stycznia w Kitzbühel, 1 lutego w Crans-Montana i 7 marca w Aspen, giganty 13 i 20 stycznia w Adelboden, 4 lutego w Crans-Montana i 15 lutego w Todtnau, kombinację 18 stycznia w Wengen i 25 stycznia w Kitzbühel oraz supergiganta 2 lutego w Crans-Montana i 8 marca 1987 roku w Aspen. Rok później czterokrotnie wygrywał zjazdy: 29 stycznia w Schladming, 15 i 16 lutego w Calgary oraz 9 stycznia 1988 roku w Val d’Isère. W oby tych sezonach oprócz klasyfikacji generalnej wygrał także klasyfikacje zjazdu i supergiganta, wygrywając ponadto klasyfikację giganta w 1987 roku i kombinacji w 1988 roku.
Sezon 1988/1989 rozpoczął od zwycięstwa w supergigancie 27 listopada 1988 roku w Schladming. W kolejnych startach dziesięciokrotnie stawał na podium, w tym odniósł jeszcze dwa zwycięstwa: 29 listopada w Val Thorens wygrał giganta, a 22 grudnia 1988 roku w Sankt Anton był najlepszy w kombinacji. Jednakże w drugiej części sezonu częściej zwyciężał Marc Girardelli i to reprezentant Luksemburga zwyciężył w klasyfikacji generalnej. Szwajcar zajął drugie miejsce, tracąc do zwycięzcy 98 punktów. Zurbriggen wygrał jednak klasyfikacji giganta i supergiganta, a w klasyfikacji kombinacji był trzeci za Girardellim i Markusem Wasmeierem. Na początku 1989 roku wystartował na mistrzostwach świata w Vail, zdobywając dwa medale. W supergigancie zajął drugie miejsce, rozdzielając na podium Martina Hangla i Tomaža Čižmana z Jugosławii. Dzień później zajął trzecie miejsce w gigancie, ulegając tylko dwóm reprezentantom Austrii: Rudolfowi Nierlichowi i Helmutowi Mayerowi. Startował także w zjeździe, ale rywalizację ukończył dopiero na piętnastej pozycji. Czwartą i ostatnią Kryształową Kulę za zwycięstwo w klasyfikacji generalnej zdobył w sezonie 1989/1990. Dziewięciokrotnie plasował się w czołowej trójce zawodów, w tym sześciokrotnie zwyciężał: 12 grudnia w Sestriere w supergigancie, 16 grudnia w Val Gardena w zjeździe, 12 stycznia w Schladming i 21 stycznia w Kitzbühel w kombinacji, a 6 lutego w Courmayeur i 10 marca w Hemsedal ponownie był najlepszy w supergigancie. Zwycięstwo w Hemsedal było jednocześnie jego ostatnim podium w zawodach Pucharu Świata. Oprócz klasyfikacji generalnej Szwajcar wygrał także klasyfikacji supergiganta i kombinacji, a w klasyfikacji zjazdu był trzeci za Austriakiem Helmutem Höflehnerem i Atle Skårdalem z Norwegii. W 1990 roku Zurbriggen postanowił zakończyć karierę.
Ponadto pięciokrotnie zdobywał mistrzostw Szwajcarii: w gigancie w latach 1986, 1987 i 1989 oraz supergigancie i kombinacji w 1989 roku. W latach 1984, 1985, 1987, 1990 otrzymywał nagrodę Skieur d’Or, przyznawaną przez Międzynarodowe Stowarzyszenie Dziennikarzy Narciarskich. Był także sportowcem roku 1985 w Szwajcarii oraz otrzymał tytuł najlepszego szwajcarskiego alpejczyka XX wieku. Obecnie jest właścicielem hoteli w Saas Almagell i Zermatt.
Jego siostra Heidi Zurbriggen oraz syn Elia również uprawiali narciarstwo alpejskie.

## Osiągnięcia

### Igrzyska olimpijskie
| Miejsce | Dzień     | Rok  | Miejscowość | Konkurencja | Czas biegu | Strata | Zwycięzca      |
| ------- | --------- | ---- | ----------- | ----------- | ---------- | ------ | -------------- |
| DNF     | 14 lutego | 1984 | Sarajewo    | Gigant      | 2:41,18    | –      | Max Julen      |
| 4.      | 16 lutego | 1984 | Sarajewo    | Zjazd       | 1:45,59    | +0,46  | Bill Johnson   |
| DNF     | 19 lutego | 1984 | Sarajewo    | Slalom      | 1:39,41    | –      | Phil Mahre     |
| 1.      | 15 lutego | 1988 | Calgary     | Zjazd       | 1:59,63    | –      | –              |
| DNF     | 17 lutego | 1988 | Calgary     | Kombinacja  | 36,55 pkt  | –      | Hubert Strolz  |
| 5.      | 21 lutego | 1988 | Calgary     | Supergigant | 1:39,66    | +2,30  | Franck Piccard |
| 3.      | 25 lutego | 1988 | Calgary     | Gigant      | 2:06,37    | +2,02  | Alberto Tomba  |
| 7.      | 27 lutego | 1988 | Calgary     | Slalom      | 1:39,47    | +1,01  | Alberto Tomba  |

### Mistrzostwa świata
| Miejsce | Dzień       | Rok  | Miejscowość   | Konkurencja | Czas biegu | Strata     | Zwycięzca         |
| ------- | ----------- | ---- | ------------- | ----------- | ---------- | ---------- | ----------------- |
| DSQ1    | 3 lutego    | 1982 | Schladming    | Gigant      | 2:38,80    | –          | Steve Mahre       |
| 1.      | 3 lutego    | 1985 | Bormio        | Zjazd       | 2:06,68    | –          | –                 |
| 1.      | 5 lutego    | 1985 | Bormio        | Kombinacja  | 7,67 pkt   | –          | –                 |
| 2.      | 7 lutego    | 1985 | Bormio        | Gigant      | 2:28,90    | +0,05      | Markus Wasmeier   |
| DSQ1    | 10 lutego   | 1985 | Bormio        | Slalom      | 1:38,82    | –          | Jonas Nilsson     |
| 2.      | 31 stycznia | 1987 | Crans-Montana | Zjazd       | 2:07,80    | +0,33      | Peter Müller      |
| 2.      | 1 lutego    | 1987 | Crans-Montana | Kombinacja  | 28,27 pkt  | +2,27 pkt  | Marc Girardelli   |
| 1.      | 2 lutego    | 1987 | Crans-Montana | Supergigant | 1:19,93    | –          | –                 |
| 1.      | 4 lutego    | 1987 | Crans-Montana | Gigant      | 2:32,38    | –          | –                 |
| DNF2    | 8 lutego    | 1987 | Crans-Montana | Slalom      | 1:54,63    | –          | Frank Wörndl      |
| 4.      | 3 lutego    | 1989 | Vail          | Kombinacja  | 4,72 pkt   | +35,69 pkt | Marc Girardelli   |
| 15.     | 6 lutego    | 1989 | Vail          | Zjazd       | 2:10,39    | +2,00      | Hansjörg Tauscher |
| 2.      | 8 lutego    | 1989 | Vail          | Supergigant | 1:38,81    | +0,28      | Martin Hangl      |
| 3.      | 9 lutego    | 1989 | Vail          | Gigant      | 2:37,66    | +1,72      | Rudolf Nierlich   |
| DNF1    | 12 lutego   | 1989 | Vail          | Slalom      | 2:02,85    | –          | Rudolf Nierlich   |

### Puchar Świata

#### Miejsca w klasyfikacji generalnej
- sezon 1980/1981: 31.
- sezon 1981/1982: 11.
- sezon 1982/1983: 6.
- sezon 1983/1984: 1.
- sezon 1984/1985: 2.
- sezon 1985/1986: 2.
- sezon 1986/1987: 1.
- sezon 1987/1988: 1.
- sezon 1988/1989: 2.
- sezon 1989/1990: 1.

#### Zwycięstwa w zawodach Pucharu Świata
1. Wengen – 24 stycznia 1982 (kombinacja)
2. San Sicario – 24 marca 1982 (gigant)
3. Madonna di Campiglio – 22 grudnia 1982 (kombinacja)
4. Adelboden – 11 stycznia 1983 (gigant)
5. Madonna di Campiglio – 19 grudnia 1983 (supergigant)
6. Garmisch-Partenkirchen – 29 stycznia 1984 (kombinacja)
7. Aspen – 5 marca 1984 (gigant)
8. Oppdal – 20 marca 1984 (supergigant)
9. Puy-Saint-Vincent – 7 grudnia 1984 (supergigant)
10. Sestriere – 10 grudnia 1984 (slalom)
11. Kitzbühel – 11 stycznia 1985 (zjazd)
12. Puy-Saint-Vincent – 11 stycznia 1985 (kombinacja)
13. Kitzbühel – 12 stycznia 1985 (zjazd)
14. Panorama – 17 marca 1985 (supergigant)
15. Kitzbühel – 19 stycznia 1986 (kombinacja)
16. Åre – 23 lutego 1986 (slalom)
17. Åre – 23 lutego 1986 (kombinacja)
18. Hemsedal – 28 lutego 1986 (supergigant)
19. Las Leñas – 16 sierpnia 1986 (zjazd)
20. Val d’Isère – 5 grudnia 1986 (zjazd)
21. Garmisch-Partenkirchen – 10 stycznia 1987 (zjazd)
22. Adelboden – 13 stycznia 1987 (gigant)
23. Wengen – 18 stycznia 1987 (kombinacja)
24. Adelboden – 20 stycznia 1987 (gigant)
25. Kitzbühel – 25 stycznia 1987 (zjazd)
26. Kitzbühel – 25 stycznia 1987 (kombinacja)
27. Todtnau – 15 lutego 1987 (gigant)
28. Aspen – 7 marca 1987 (zjazd)
29. Aspen – 8 marca 1987 (supergigant)
30. Val d’Isère – 9 stycznia 1988 (zjazd)
31. Schladming – 29 stycznia 1988 (zjazd)
32. Schladming – 27 listopada 1988 (supergigant)
33. Val Thorens – 29 listopada 1988 (gigant)
34. Sankt Anton – 22 grudnia 1988 (kombinacja)
35. Sestriere – 12 grudnia 1989 (supergigant)
36. Val Gardena – 16 grudnia 1989 (zjazd)
37. Schladming – 12 stycznia 1990 (kombinacja)
38. Kitzbühel – 21 stycznia 1990 (kombinacja)
39. Courmayeur – 6 lutego 1990 (supergigant)
40. Hemsedal – 10 marca 1990 (supergigant)

#### Pozostałe miejsca na podium
1. Garmisch-Partenkirchen – 17 marca 1982 (gigant) – 3. miejsce
2. Val d’Isère – 12 grudnia 1982 (supergigant) – 3. miejsce
3. Madonna di Campiglio – 22 grudnia 1982 (supergigant) – 3. miejsce
4. Garmisch-Partenkirchen – 9 lutego 1983 (supergigant) – 2. miejsce
5. Todtnau – 13 lutego 1983 (gigant) – 3. miejsce
6. Val d’Isère – 10 grudnia 1983 (supergigant) – 2. miejsce
7. Val d’Isère – 10 grudnia 1983 (kombinacja) – 2. miejsce
8. Les Diablerets – 12 grudnia 1983 (gigant) – 2. miejsce
9. Adelboden – 10 stycznia 1984 (gigant) – 3. miejsce
10. Kitzbühel – 22 stycznia 1984 (kombinacja) – 2. miejsce
11. Garmisch-Partenkirchen – 29 stycznia 1984 (supergigant) – 2. miejsce
12. Vail – 7 marca 1984 (gigant) – 2. miejsce
13. Whistler – 11 marca 1984 (zjazd) – 3. miejsce
14. Madonna di Campiglio – 17 grudnia 1984 (supergigant) – 2. miejsce
15. Kranjska Gora – 15 lutego 1985 (gigant) – 2. miejsce
16. Madonna di Campiglio – 15 grudnia 1985 (kombinacja) – 3. miejsce
17. Kitzbühel – 17 stycznia 1986 (zjazd) – 3. miejsce
18. Crans-Montana – 3 lutego 1986 (supergigant) – 2. miejsce
19. Heavenly Valley – 11 marca 1986 (slalom) – 2. miejsce
20. Bromont – 21 marca 1986 (slalom) – 3. miejsce
21. Sestriere – 30 listopada 1986 (gigant) – 3. miejsce
22. Garmisch-Partenkirchen – 11 stycznia 1987 (supergigant) – 2. miejsce
23. Furano – 1 marca 1987 (supergigant) – 2. miejsce
24. Calgary – 15 marca 1987 (supergigant) – 2. miejsce
25. Val d’Isère – 7 grudnia 1987 (zjazd) – 2. miejsce
26. Val Gardena – 12 grudnia 1987 (zjazd) – 2. miejsce
27. Kranjska Gora – 19 grudnia 1987 (gigant) – 2. miejsce
28. Val d’Isère – 10 stycznia 1988 (supergigant) – 3. miejsce
29. Bad Kleinkirchheim – 16 stycznia 1988 (zjazd) – 2. miejsce
30. Crans-Montana – 25 stycznia 1988 (supergigant) – 2. miejsce
31. Åre – 20 marca 1988 (kombinacja) – 2. miejsce
32. Saalbach-Hinterglemm – 25 marca 1988 (gigant) – 3. miejsce
33. Sankt Anton – 21 grudnia 1988 (slalom) – 3. miejsce
34. Sankt Anton – 22 grudnia 1988 (zjazd) – 2. miejsce
35. Kirchberg – 10 stycznia 1989 (gigant) – 2. miejsce
36. Wengen – 21 stycznia 1989 (zjazd) – 2. miejsce
37. Wengen – 22 stycznia 1989 (kombinacja) – 2. miejsce
38. Whistler – 25 lutego 1989 (zjazd) – 3. miejsce
39. Whistler – 26 lutego 1989 (supergigant) – 3. miejsce
40. Furano – 3 marca 1989 (gigant) – 3. miejsce
41. Park City – 23 marca 1989 (gigant) – 2. miejsce
42. Waterville Valley – 29 listopada 1989 (slalom) – 2. miejsce
43. Kitzbühel – 20 stycznia 1990 (zjazd) – 3. miejsce